# Caterina Sforza
Caterina Sforza (Milánó, 1463 – Firenze, 1509. május 20.) itáliai arisztokrata nő, Galeazzo Maria Sforza milánói herceg házasságon kívüli leánya, Bianka Mária német-római császárné féltestvére, Bona Sforza lengyel királyné nagynénje, a Sforza-család tagja. Első házassága révén Forlì grófnéja. Városai függetlenségének elszánt és sokáig sikeres védelmezője Velence, majd a Borgiák hódító támadásaival szemben. Önállóan cselekvő, harcos vezető, ellenségeire könyörtelenül lesújtó zsarnok, ugyanakkor művészektől körülrajongott szépasszony, a reneszánsz hölgyeszmény egyik megtestesítője. Unokája, I. Cosimo de’ Medici, Toszkána első nagyhercege lett.

## Élete
1463-ban született a Milánói Hercegség fővárosában. Édesapja Galeazzo Maria Sforza milánói trónörökös herceg (1444–1476) volt, I. Francesco Sforza milánói herceg (1401–1466) és Bianca Maria Visconti hercegnő (1425–1468) legidősebb fia. Édesanyja a milánói Lucrezia Landriano grófné volt (* 1440 körül), Gian Piero Landriani gróf felesége, Galeazzo Maria herceg egyik szeretője. E kapcsolatból négy gyermek született, apjuk valamennyiüket törvényes gyermekeként ismerte el:
- Carlo Sforza, Magenta hercege (1461–1483)
- Caterina Sforza (1463–1509), utóbb Imola és Forlì régense, háromszor ment férjhez.
- Alessandro Sforza, Francavilla ura (1465–1523)
- Chiara Sforza (1467–1531), házasságai révén Dal Verme di Sanguinetto grófnéja, majd Novi úrnője.[2]

Caterina féltestvérei apjának második házasságából, amelyet 1468-ban Savoyai Bona hercegnővel (1449–1503) kötött:
- Gian Galeazzo Sforza (1469–1494), apjának meggyilkolása (1476) után Milánó uralkodó hercege, aki unokanővérét, Aragóniai Izabella nápolyi királyi hercegnőt (1470–1524), II. Alfonz nápolyi király leányát vette feleségül, az ő leányuk, Bona Sforza 1518-ban I. Zsigmond lengyel király felesége lett.
- Hermes Maria Sforza (1470–1503), Tortona márkija
- Bianca Maria Sforza (1472–1510), aki 1476-ban I. Filibert savoyai herceghez, majd 1494-ben I. Miksa német-római császárhoz ment feleségül.
- Anna Sforza (1476–1497), aki I. Alfonso d’Este herceg felesége lett.[1]

### Gyermekévei Milánóban
Caterina és nővérei Milánóban éltek, kezdetben édesanyjuk, Lucrezia Landriano keze alatt. Nagyapjuk, Francesco Sforza herceg 1466-ban elhunyt, a városállam trónját apjuk, Galeazzo Maria herceg örökölte, aki ugyanebben az évben megnősült. Dorotea Gonzaga mantovai hercegnőt, III. Lajos herceg leányát vette feleségül. Lucreziától született gyermekeit átköltöztette hercegi udvarába, ahol nagyanyjuk, Bianca Maria özvegy hercegné nevelte őket. Két évvel később, 1468-ban az első feleség gyermektelenül meghalt, ugyanebben az évben elhunyt anyósa is, az özvegy hercegné. Galeazzo herceg 1468-ban ismét megnősült, törvényes gyermekei második feleségétől születtek. A fiatalasszony saját gyermekeivel együtt nevelte Caterinát és nővéreit is.

### Első házassága

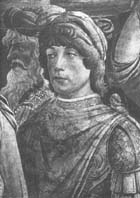
Girolamo Riario

IV. Szixtusz pápa ösztönzésére Caterinát 1473. január 17-én, tízéves korában feleségül adták Girolamo Riario savonai nemesúrhoz (1443–1488), Bianca della Roverének (a pápa nővérének) és Paolo Riariónak fiához, a pápa unokaöccséhez. (Korabeli pletykák szerint Girolamo egyben a pápa törvénytelen fia is volt). Girolamo eredeti menyasszonya saját unokanővére, a 11 éves Costanza Fogliani volt, de az eljegyzést a pápa kívánságára felbontották. (Egyes történészek szerint ez a házasság azért hiúsult meg, mert Constanza anyja megtiltotta, hogy a házasságot Costanza 14 éves kora előtt „beteljesítsék”. Ennek némileg ellentmond, hogy Caterina Sforza esküvőjét is 10 éves korában tartották meg, bár a házasságot csak a törvényes 14 éves korhatár elérésekor, 1477-ben hálták el).
Az esküvő után a IV. Szixtusz megvásárolta Caterina apjától, Milánó hercegétől Imola városát, és a Riario családnak adta feudumként (hűbérbirtokként). Girolamo és Caterina ünnepélyesen bevonultak Imolába, a következő években itt éltek. 1476 karácsonyán Caterina apját, Galeazzo Maria Sforzát Milánóban meggyilkolták, utódja Caterina féltestvére, a gyermekkorú Gian Galeazzo Sforza lett, aki nagybátyjuknak, Ludovico il Moro hercegnek gyámsága alatt uralkodott.
1477-ben Girolamo Riariót IV. Szixtusz a pápai udvarba hívta, Caterina követte férjét Rómába. 1478 márciusában itt született meg első gyermekük, akit Caterina anyósa, Bianca della Rovere és apai nagyanyja, Bianca Maria Visconti után Biancának kereszteltek.
Caterina hat gyermeket szült első férjétől, Girolamo Riariótól:
- Bianca (1478[4] – 1522 k.), aki először 1494-ben III. Astorre Manfredihez, Faenza urához ment feleségül, 1502-ben megözvegyült, 1503-ban Troilo de’ Rossinak, San Secondo Parmese grófjának († 1521) felesége lett.
- Ottaviano (1479–1523), Imola és Forlì ura (1488–99 között), majd Volterra és Viterbo püspöke.
- Cesare (1480–1518 k.), Pisa érseke, Alexandria pátriárkája
- Giovanni Livio (1484–1496), gyermekként meghalt.
- Galeazzo (1485–1557), aki 1504-ben feleségül vette Maria Giovanna della Roverét (1486–1538), Camerino urának özvegyét, I. Francesco Maria della Rovere urbinói herceg nővérét. Leszármazottaik, a Riario Della Rovere-család később Urbino hercegei lettek, a vérvonal 1676-ban Francesco Maria Riario della Rovere herceggel halt ki.
- Francesco „Sforzino” (1487–1509), Lucca püspöke

IV. Szixtusz pápa kedvenc unokaöccsének, Pietro Riario bíborosnak, Firenze érsekének, a kiváló diplomatának korai halála (1474) óta Girolamo Riario fontos diplomáciai és katonai szerepekben segítette a pápa terjeszkedő politikáját. Amíg nagybátyja a Della Rovere-családhoz tartozó IV. Szixtusz élt, Girolamo Riario hatalma és vagyona egyre gyarapodott. Erőszakos módszerektől, zsarolástól, gyilkosságtól sem riadt vissza, ellenségeit könyörtelenül eltette az útból. Egyik megszervezője volt az 1478-as Pazzi-összeesküvésnek. Lorenzo de’ Medici és testvérei meggyilkolásával saját hatalmát remélte Firenzére kiterjeszteni. Felesége, a szép, intelligens és határozott Caterina elismerést vívott ki magának a római arisztokrácia köreiben. Átlátta a mélyben folyó intrikákat, és fiatal kora ellenére hamarosan aktív és megkerülhetetlen alakítója lett a Kúria és a milánói hercegi udvar közötti diplomáciai viszonynak.
A törökkel való békekötés (1479) és a Pazzi-összeesküvés kudarca (1480) után IV. Szixtusz Velencével szövetkezett az Esték és Mediciek ellen. Girolamo elfoglalta Forlì városát, és nagybátyja hivatalosan is elkobozta azt évszázados hűbéruraitól, az Ordelaffi családtól, hogy Girolamo Riariónak adja, és így előretolt pápai bázisként szolgálhasson. Girolamo nagyszabású építkezésekbe kezdett, csökkentette az adókat, elnyerve alattvalóinak rokonszenvét. 1482-ben pápai ösztönzésre kirobbantotta a Ferrara elleni háborút (1482–1484), amelynek gyümölcsét – kijátszva szövetségeseit – Velence egyedül aratta le.

### Az Angyalvár „védője”
IV. Szixtusz azonban 1484. augusztus 12-én meghalt, Girolamo Riario helyzete megrendült. Róma-szerte zavargások kezdődtek, a pápa támogatóinak házait feldúlták. A házaspár lakóhelyét, a Campo de’ Fiorin álló Orsini palotát is teljesen kifosztották. Girolamo csapataival pozíciókat foglalt a városban. Feleségét, aki negyedik gyermekével volt hetedik hónapos terhes, egy sereg élén az Angyalvár elfoglalására küldte, úgymond a „köznyugalom biztosítására”. Caterina átlovagolt a Tiberisen, ágyúit a vár falaira vonatta és Vatikánra irányozta, hogy sakkban tartsa az új pápa választására készülő konklávét. A patthelyzetben a bíborosok nem mertek bevonulni a Vatikánba, félve Caterina tüzérségétől. A Szent Kollégium tárgyalásokat kezdett Girolamóval, aki beleegyezett, hogy kivonul Rómából, cserébe megerősítették őt Imola és Forlì birtokában, magas parancsnoki rangot és 8000 dukát vagyoni kártérítést is ígértek neki. Augusztus 29-én a konklávé megválasztotta az új pápát, a Cybo-házból való VIII. Incét, a Riariók régi ellenségét. Caterina egészen október 25-ig megszállva tartotta az Angyalvárat, félelemben tartva a bíborosokat. Végül férje utasítására családjával és katonáival együtt ő is elhagyta Rómát, visszavonult Imolába és Forlìba.

### Imola és Forlì úrnője

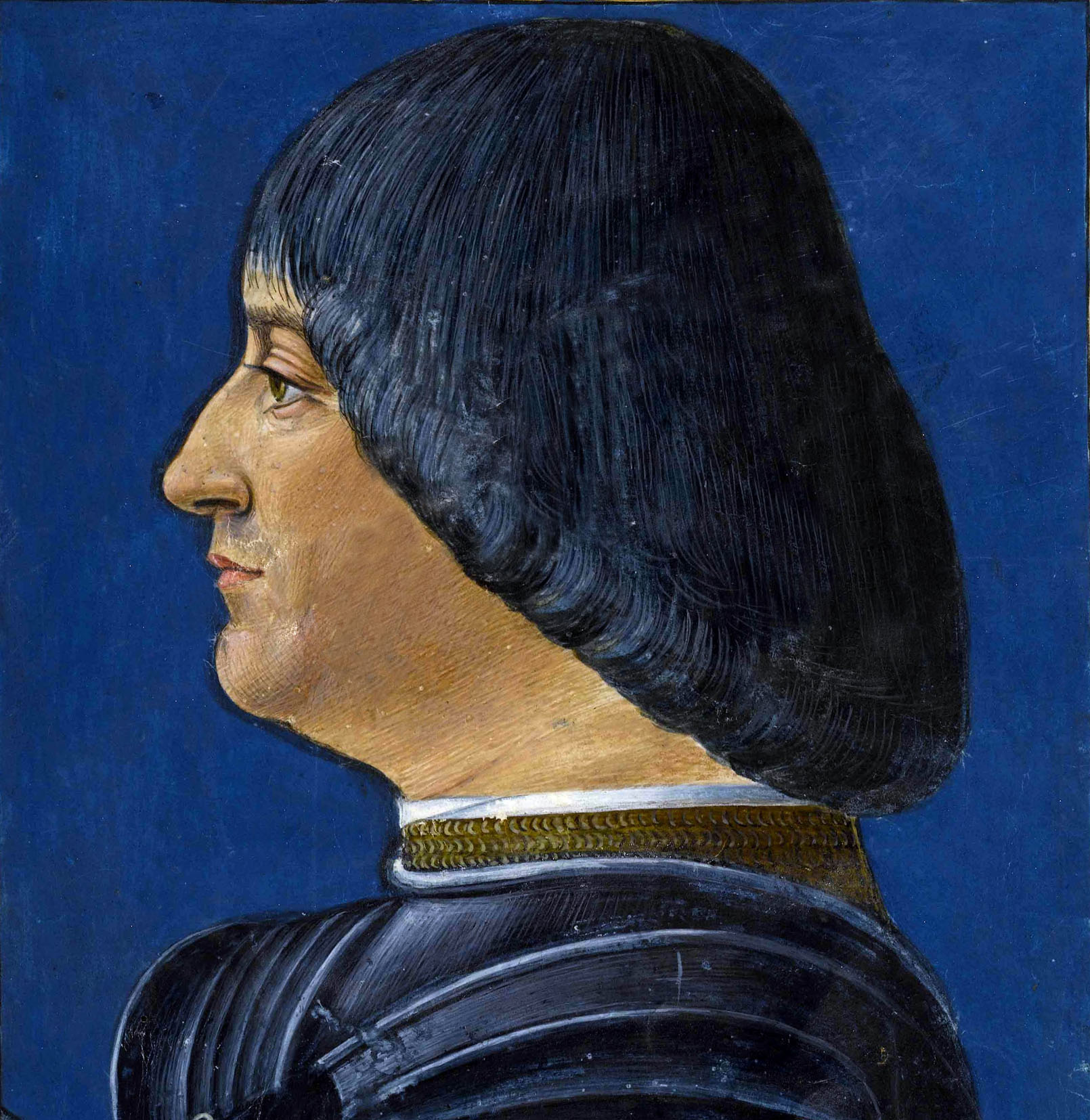
Ludovico (il Moro) Sforza

Az úr és úrnő távollétében Caterina nagybátyja, Ludovico il Moro, Milánó régense tartotta fenn a rendet Forlìban. Az új pápa, VIII. Ince csak részben tartotta magát a Girolamo Riarióval kötött egyezséghez, elismerte őt Imola és Forlì urának, de kivette kezéből a pápai hadak parancsnoklását, és megtagadta a kialkudott pénz kifizetését is. A megkezdett építkezések miatt 1485 végére a városi kormányzat fizetésképtelenné vált, Girolamo adóemelésekre kényszerült, elégedetlenséget kiváltva. Az általa korábban árulás címén üldözött és kisemmizett arisztokrata családok szövetkeztek az adóktól sújtott kézművesekkel és földbirtokosokkal. Az ősi Orsi család vezetésével összeesküvést szőttek Riario megbuktatására, helyére Franceschetto Cybót, az új pápa törvénytelen fiát kívánták ültetni.
Az összeesküvők több sikertelen kísérlet után 1488. április 14-én meggyilkolták Girolamo Riariót. Palotáját kifosztották, feleségét és gyermekeit fogságba vetették. Forlì fellegvára, a Rocca di Ravaldino azonban ellenállt, Tommaso Feo várnagy hű maradt a Riariókhoz. A fogoly Caterina felajánlotta az Orsiknak, hogy meghódolásra bírja a várnagyot. Gyermekeit túszként hátrahagyta. A várba érve azonban kiállt a bástyafokra, és bosszút ígért ellenségeinek. Az ostromlók megfenyegették, hogy kivégzik gyermekeit, a harcos asszony azonban szoknyáját felemelve kiáltott le nekik: „Megvan mindenem, tudok más gyermekeket szülni, akik felnőve bosszút állnak értem.” („Ho con me lo strumento per farne degli altri!”) A súlyos helyzetből nagybátyjának, Ludovico hercegnek felmentő serege segítette ki. Caterina leverte ellenségeit és visszaszerezte birtokait. (Későbbi irodalmi feldolgozásokban a bástyafokról történt híres lekiáltás később, a Borgiák általi ostrom idején történik).
Kiskorú fia, Ottaviano helyett Caterina lett Imola és Forlì régense. Kíméletlenül leszámolt férje gyilkosaival. Az Orsik vezette összeesküvők mindegyikét bebörtönözte, köztük a pápai kormányzót, Savelli bíborost, a pápai főtisztviselőket, továbbá Forlimpopoli várnagyát. Katonákkal üldöztette az összeesküvő családok elmenekült nőtagjait is, őket is börtönbe vetette, az összeesküvők házait leromboltatta, értékeiket szétosztotta a szegény köznépnek. 1488. július 30-án VIII. Ince pápa Ottaviano Riariót és utódait hivatalosan is Imola és Forlì örökös uraivá nyilvánította. Ugyanakkor Forlìba küldte Raffaele Riario bíborost, a meggyilkolt Girolamo unokafivérét, hivatalosan azért, hogy félárván maradt unokaöccse sorsáról gondoskodjék, valójában azért, hogy fékezze Caterina kemény intézkedéseit.
Az özvegy grófné saját kezében összpontosította városállamainak kormányzását. A szomszédos birtokok urait ajándékokkal nyerte meg magának. Tárgyalásokat kezdett gyermekeinek kiházasításáról. Csökkentette az adókat, szigorúan korlátozta a kormányzat kiadásait. Személyesen felügyelte katonáinak kiképzését. Rendezett és békés gazdálkodásra törekedett, céljai érdekében alattvalóit is erőfeszítésekre kényszerítette.
1492. július 25-én VIII. Ince meghalt. A spanyol Borgia (Borja) családból származó VI. Sándor lett az új pápa. Személye látszólag erősítette Caterina helyzetét, mivel korábban, amikor Caterina és férje Rómában élt, a Borgia bíboros gyakran vendégeskedett házukban, és ő lett Ottaviano Riario keresztapja is. Uralmának első éveiben Sándor valóban jó viszonyt ápolt a Sforzákkal, később azonban szemet vetett a stratégiai helyzetű Forlì és Imola birtokára.

### Háború Itáliában (1494–98)
VIII. Károly francia király még VIII. Ince idejében (és biztatásával) igényt formált a Nápolyi Királyságra. Követelését kezdetben az új pápa, VI. Sándor is támogatta. 1494-ben Károly megszerezte Ludovico il Moro beleegyezését is. 1494 szeptemberében Károly hivatalosan bejelentette igényét Nápoly trónjára és hadjáratot indított: ezzel kitört a négy éven át tartó első itáliai háború (1494–98).
Forlì a Róma felé vonuló hadsereg útjába esett, ezért Caterina veszélyes helyzetbe jutott. Nagybátyja, Ludovico herceg a francia király szövetségében állt, Borgia Sándor pápa azonban szembefordult VIII. Károllyal, és II. Ferdinándot, Nápoly uralkodóját támogatta. Caterina úgy döntött, a pápa és a nápolyi király oldalára áll. Imola és Forlì francia ostromra készült. VIII. Károly gyors előrenyomulását látva Caterina átállt az ő oldalára, szabad átvonulást (via libera) biztosítva Károlynak, aki 1495 februárjában két hét alatt bevette Nápolyt. A Károly sikerétől megrettent Velence ligát szervezett Károly ellen, aki 1495 júliusában, a fornovói csata után kivonult Itáliából. Caterina ügyesen helyezkedett: nem vett részt aktív hadműveletekben, így megőrizte mind Ludovico il Moro, mind Sándor pápa támogatását.

### Második házassága

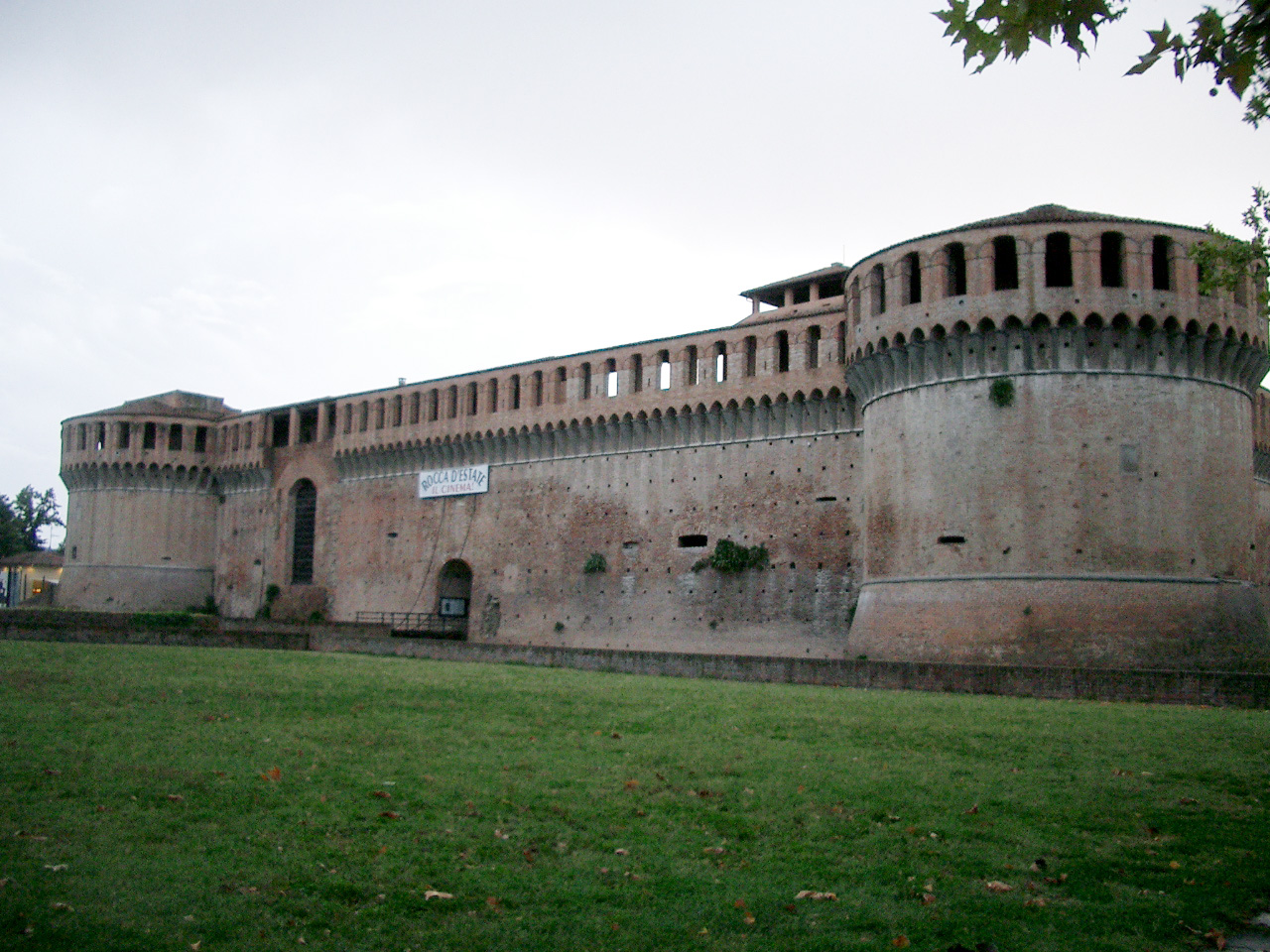
A Sforza-vár (Rocca Sforzesca) Imolában

Girolamo halála után az özvegy Caterinának több szeretője is volt, köztük Giacomo Feo, a Caterinához mindvégig hű várnagy, Tommaso Feo huszonéves öccse. A szerelmes Caterina feleségül ment hozzá, de csak titokban, nehogy elveszítse fiai nevelésének, és a városállam régensi kormányzásának jogát Giacomót kinevezte a fellegvár várnagyává, a bátyja helyére. Caterina nagybátyja, Ludovico il Moro lovaggá ütötte Giacomót. Caterina egy fiút szült tőle, akit először Bernardinónak, utóbb Carlónak neveztek, VIII. Károly francia király tiszteletére, aki Giacomo Feót francia bárói címmel ruházta fel.
Ifjú és becsvágyó férjének hatása alatt Caterina családi hatalomkoncentrációba fogott. Lecserélte várkapitányait. Imola várnagyává Gian Piero Landrianit, anyjának férjét nevezte ki, Forlimpopoli várnagyává saját féltestvérét, Piero Landrianit. Másik féltestvérét, Bianca Landrianit sógorához, Tommaso Feóhoz, Ravaldino várnagyához adta feleségül. Giacomo hatalma egyre nőtt, ellentétbe került Caterina legidősebb fiával, Ottavianóval. Giacomo nyilvános tettlegességre is ragadtatta magát, Caterina nem védte meg fiát, a megalázott Ottaviano hívei összeesküvést szőttek. Tervük szerint Tossignano várát akarták megszerezni, majd Giacomo Feót meggyilkolni. A szervezkedésbe belekeveredett Antonio Maria Ordelaffi is, aki Caterinát remélte feleségül venni, így visszaszerezni családjának korábbi hűbérbirtokát, Forlìt. Egy Ferrara hercegének írt levél nyomán a házassági terv kitudódott, Caterina börtönbe vetett mindenkit, aki a hírt terjesztette. Velence szenátusa is lépett: Ordelaffit 10 évre Friuliba száműzték.
1495. augusztus 27-én a vadászatról visszatérő Giacomót az összeesküvők meggyilkolták. A készülő merényletről tudott Caterina fia, Ottaviano is. A szervezkedés vezetője, Gian Antonio Ghetti tévesen úgy hitte, a gyilkosságot maga Raffaele Riario bíboros, pápai kancellárius rendelte el, Caterina hallgatólagos jóváhagyásával. A grófné azonban rettenetes bosszút állt Giacomóért. Első férjének, Riariónak megölése után csak magukat a gyilkosokat végeztette ki, a kor szokásainak megfelelően. A szeretett Giacomo elveszejtéséért azonban vérbosszút állt. Az elfogott résztvevőket hosszú kínhalálra ítélte, feleségüket, gyermekeiket is kivégeztette. A családirtás még a szeretőkre és azok gyermekeire is kiterjedt. Ősi családok tűntek el így, nevüket sem ejtették ki többé.

### Harmadik házassága

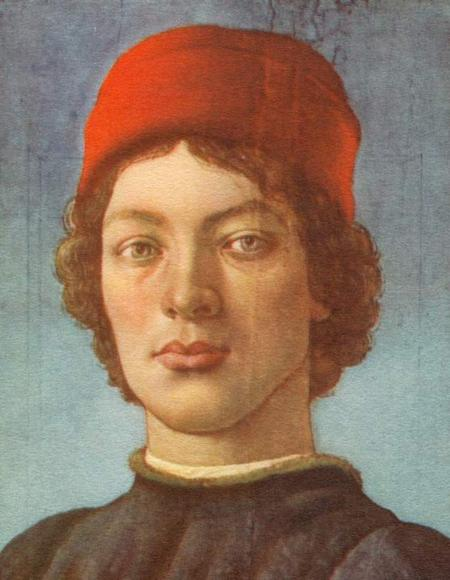
Giovanni „il Popolano” de’ Medici portréja (Sandro Botticelli műve, 1490 k.)

Az özvegy grófné szoros kapcsolatokat ápolt Firenzével és a Mediciekkel. Második férjének meggyilkolása után egy évvel, 1496-ban Forlìba látogatott Giovanni Pierfrancesco de’ Medici (1467–1498), Firenze város követe, az idősebb (il Vecchio) Pierfrancesco de’ Medici (1430–1476) fia, akit a kortársak il Popolanónak neveztek. Giovanni a Medici-család oldalágához tartozott és kalandos előzmények után lett Firenze követe. Ő maga és bátyja, Lorenzo di Pierfrancesco de’ Medici (1463–1503) nyíltan ellenséges viszonyban állt unokafivérükkel, Piero di Lorenzóval, Firenze urával, a nagy Lorenzo il Magnifico utódjával, ezért menekülniük kellett Firenzéből. 1494-ben VIII. Károly francia király csapatai elözönlötték Itáliát, Firenze urától kikényszerítették a szabad átvonulást. A város népe fellázadt, Pierót elűzték, kikiáltották a köztársaságot. Giovanni és bátyja, Lorenzo visszatértek Firenzébe, de a Medici helyett felvették az il Popolano (kb. „a nép gyermeke”) családnevet. 1496-ban Firenze kormánya Giovannit nagykövetként Forlìba küldte.
Caterina és Giovanni találkozásából románc fejlődött. A korábbi kérőkkel szemben ezúttal Caterina gyermekei is elfogadták Giovanni személyét. Egy lehetséges házasságot az érzelmek mellett a hatalmi érdekek is megalapoztak. Velence és Firenze között újabb háború kitörése fenyegetett. A házasságot Caterina nagybátyja, Ludovico il Moro herceg is jóváhagyta. 1497 szeptemberében titkos esküvőt tartottak, mert a két nagy hatalmú uralkodó család egyesítésének híre mozgósította volna ellenségeiket.
1498 áprilisában Caterina egy fiút szült Giovannitól, akit anyjának nagybátyja, Milánó hercege után Ludovicónak kereszteltek, később, felnőttként mégis Giovanni dalle Bande Nere néven vált híres hadvezérré.
Ugyanebben az időben Velence és Firenze viszonya megromlott. Caterina birtokai a hadseregek átvonulási útján feküdtek, a grófnénak védelemre kellett berendezkednie. Egy lovasegységet, élén férjével, Giovanni de’ Medicivel és legidősebb fiával, Ottaviano Riarióval Firenzébe küldött, a Mediciek támogatására. A csatatéren Giovanni súlyosan megbetegedett, vissza kellett térnie Forlìba. A gondos kezelés ellenére Giovanni „il Popolano” 1498. szeptember 14-én meghalt, a harmadszorra is megözvegyült Caterina Sforza egyedül nézett szembe ellenségeivel.
Caterina segítséget kért rokonaitól és szomszédaitól, de csak Milánó hercege és Mantova hercege küldött egy-egy kisebb kontingenst (condotta). Kiválóan kiképzett saját csapataival Caterina elállta a Firenze felé vonuló velencei sereg útját. Első támadásukat visszaverte, de az ellenség végigpusztította birtokait. Gerilla-hadviselés következett, Caterina merész rajtaütésekkel fékezte a velencei sereg mozgását. Az ellenség végül kitért előle, elvonult Forlì alól és más útvonalat keresett Firenze felé. A harcos grófnét ekkor kezdték „Tigrisnek” nevezni (La Tigre).

### Harcban a Borgiák ellen

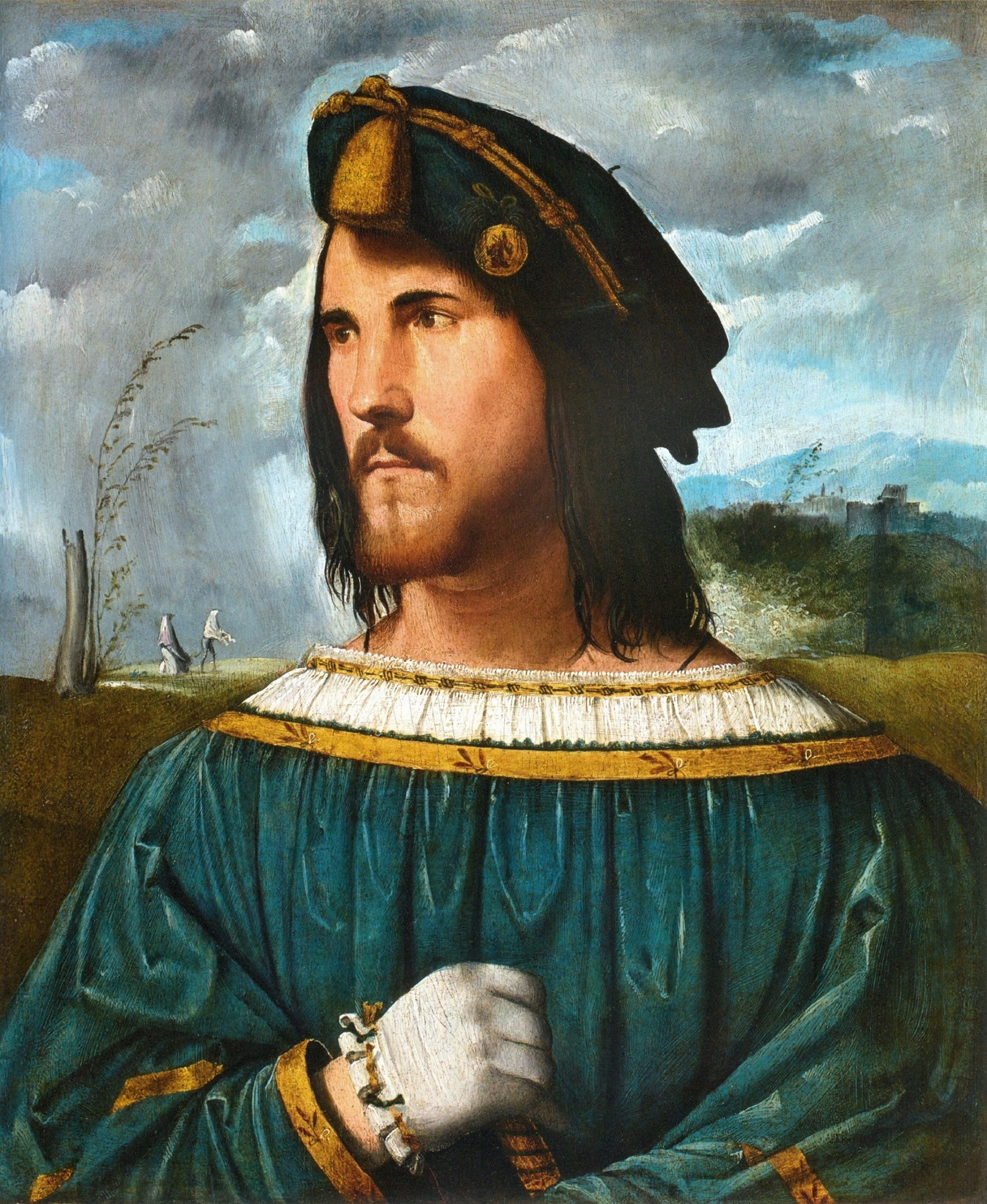
Cesare Borgia, Valentinois hercege

Uralkodásának első éveiben VI. Sándor jó viszonyt ápolt Caterinával. 1497-ben leányát, Lucrezia Borgiát feleségül akarta adni Ottavianóhoz, Caterina legidősebb fiához. Caterina előtt világos volt, hogy a Borgia pápa az ő birtokait (az egész Romagna tartománnyal együtt) meg kívánja megszerezni saját fia, Cesare Borgia számára. Meghiúsította hát a házassági tervet, ezzel magára haragítva a Borgiákat.
1498. április 7-én VIII. Károly meghalt. Utódja, XII. Lajos bejelentette igényét a Milánói Hercegségre (mint Valentina Visconti unokája) és a Nápolyi Királyságra (mint az Anjou-ház örököse). Szövetséget kötött a Savoyai Hercegséggel, a Velencei Köztársasággal és VI. Sándorral is. A pápai támogatásért cserébe Lajos király VI. Sándor pápa fiát, Cesare Borgiát, Valentinois hercegét egész Romagna urának ismerte el. 1499. március 9-én VI. Sándor bullát bocsátott ki, amelyben visszavonta Imola és Forlì birtoklásának jogát a Riario családtól (azaz Caterinától és fiától) és azokat Cesare Borgiának adományozta. Ugyanígy tett Romagna többi fejedelmével is. 1499 nyarán XII. Lajos erős hadsereget küldött Itáliába, csapatai jóformán kardcsapás nélkül elfoglalták Piemontot, Genovát és Cremonát. Szeptemberben Ludovico il Moro elhagyta Milánót, Tirolba ment, ahol I. Miksa császártól kért segítséget. Október 6-án Lajos bevonult Milánóba.

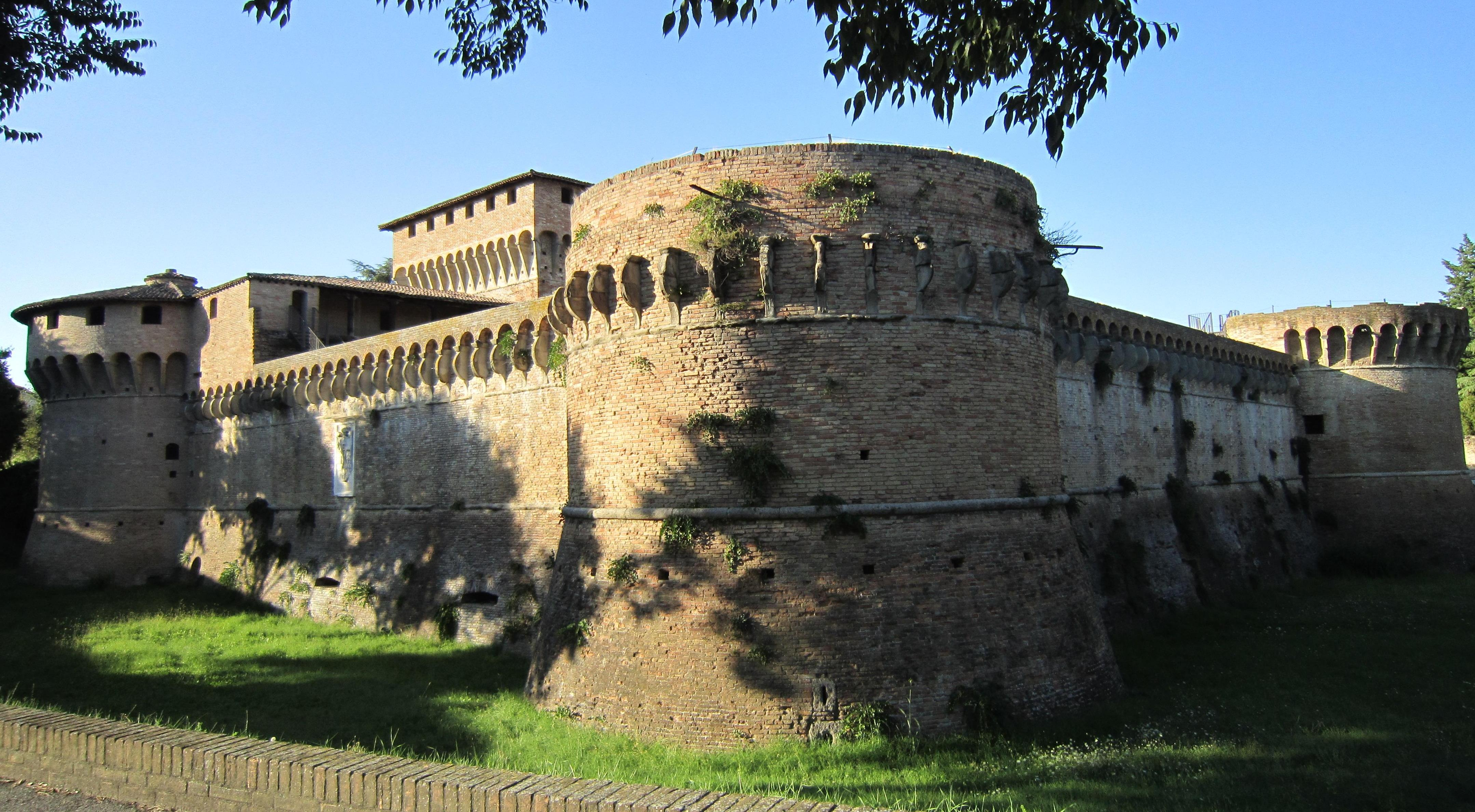
Caterina Sforza vára, a Rocca di Ravaldino Forlìban

A bulla kihirdetése után Caterina nyomban zsoldosokat toborzott és városainak védelmére készült. Élelmiszert és hadianyagot halmozott fel, különösen saját lakóhelyét, a bevehetetlennek hitt Ravaldino várát erősítette tovább. Ismerte Cesare módszereit, ezért gyermekeit, köztük újszülött fiát, Giovannit Firenzébe menekítette. Katonai segítségre sem a franciák által megszállt Milánóból, sem a pápai csapatoktól fenyegetett Firenzéből nem számíthatott. Ősszel a franciák tovább vonultak Milánóból Romagna hódoltatására. Cesare Borgia hadserege és 14 000 francia királyi katona november 24-én ért Imola falai alá.
Imola várát Caterina feltétlen híve, Dionigi Naldi di Brisighella várnagy védte. A város néhány lakója megnyitotta a kapukat Cesare előtt. Maga az erőd december elején elesett, Cesare vérfürdőt rendezett a városban.
Imola sorsát látva Forlì lakóit Caterina feloldozta a neki tett hűségeskü alól, lehetővé téve számukra a behódolást a Borgiáknak. A Ravaldino citadella védelmét saját kezébe vette. December 19-én Cesare elfoglalta a várost, és ostrom alá vette a fellegvárat. Caterina elutasította a békeajánlatait, katonái több rohamot véresen visszavertek. Cesare 10 000 dukátot tűzött ki Caterina fejéért, válaszul a grófnő számszeríjászait a tárgyalásra érkező Borgia megölésére utasította. A francia tüzérség folyamatosan rombolta a várfalakat, a védők veszteségei elviselhetetlen mértékűre nőttek. 1500. január 12-én került sor a döntő rohamra, a pápai és francia katonák véres harcban bevették a fellegvárat. Caterina karddal a kézben harcolt, végül egy francia kapitány előtt adta meg magát, tudván, hogy a francia király törvénye tiltja nők hadifogságba vetését. A kortárs Niccolò Machiavelli szerint Forlì hősi védelméről Itália-szerte dalokat és verseket költöttek, ezekből azonban csak töredékek maradtak ránk.

### A pápa fogságában

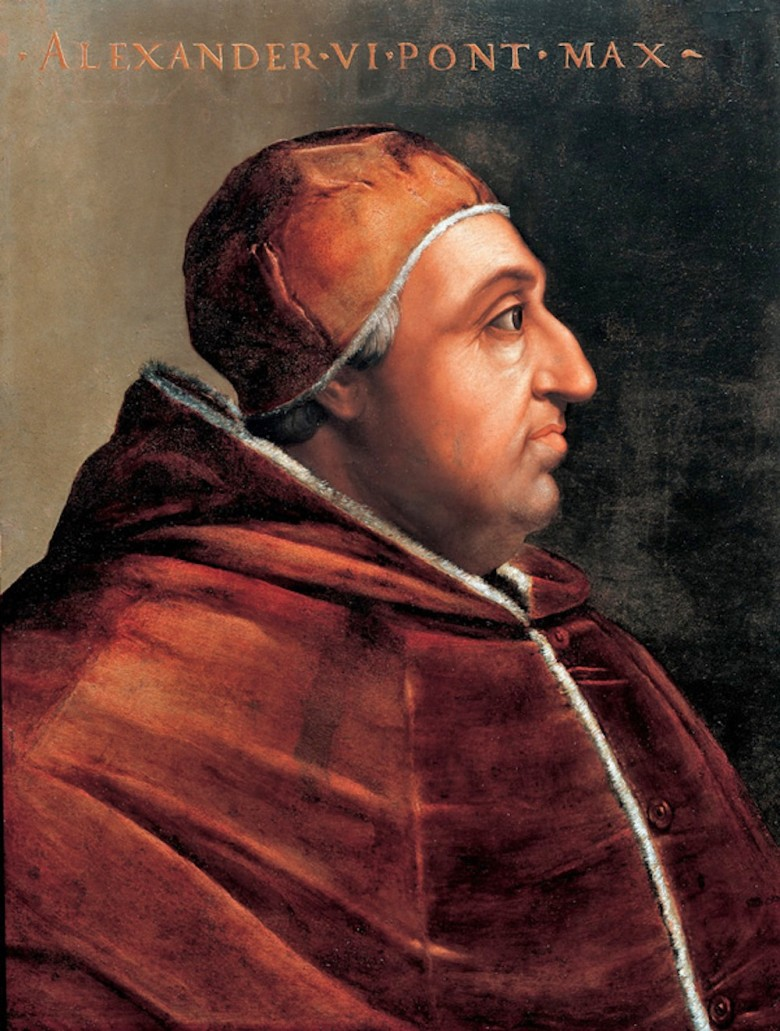
VI. Sándor pápa

A Forlìt elfoglaló két hadsereg ezután Pesaro ostromára készült, de híre jött, hogy 1500. február 5-én Ludovico il Moro, osztrák és svájci zsoldosokkal visszafoglalta Milánót. A Pesaro elleni hadjáratot lefújták, a francia hadsereget Milánó alá rendelték, Cesare Borgia a pápai csapatokkal visszatért Rómába. Caterinát a francia kontingens parancsnoka, a dijoni Yves d’Allègre tábornok csak úgy adta át Cesarénak, miután az ígéretet tett: nem foglyaként, hanem vendégeként kezeli az asszonyt. Ennek ellenére Rómába érkezve aranyozott láncokat veretett az elfogott hercegnőre és rabként vonultatta az utcán a köznép nagy örömére. Caterinát VI. Sándor pápa elé vitték, aki megkímélte életét, és a vatikáni Belvedere-palotaszárnyban (Cortile del Belvedere) jelölte ki szállását.
Március végén Caterina szökést kísérelt meg, de elfogták és az Angyalvár börtönébe zárták. Fogságba vetését a pápa hivatalosan azzal indokolta, hogy Caterina Sforza meg akarta őt gyilkolni egy méreggel preparált levél útján, mert bosszút akart állni az 1499. novemberi pápai bulláért, amelyben Sándor megfosztotta őt birtokaitól. (Lehet, hogy e vád nem volt alaptalan. A történészek álláspontja ma is megoszlik erről.) Caterinát merénylet címén perbefogták, de ítélethozatalig nem juthattak, mert 1501. június 30-án Rómába érkezett XII. Lajos király Nápoly ellen vonuló hadserege és az asszonyt ugyanaz az Yves d’Allègre tábornok szabadította ki, akinek Forlì elestekor megadta magát. A távozás feltételeként VI. Sándor azt szabta, hogy Caterina írásban mondjon le birtokairól Cesare Borgia javára, akit apja, a pápa Romagna hercegévé nevezett ki, neki adva Pesarót, Riminit és Faenzát is.

### Utolsó évei Firenzében

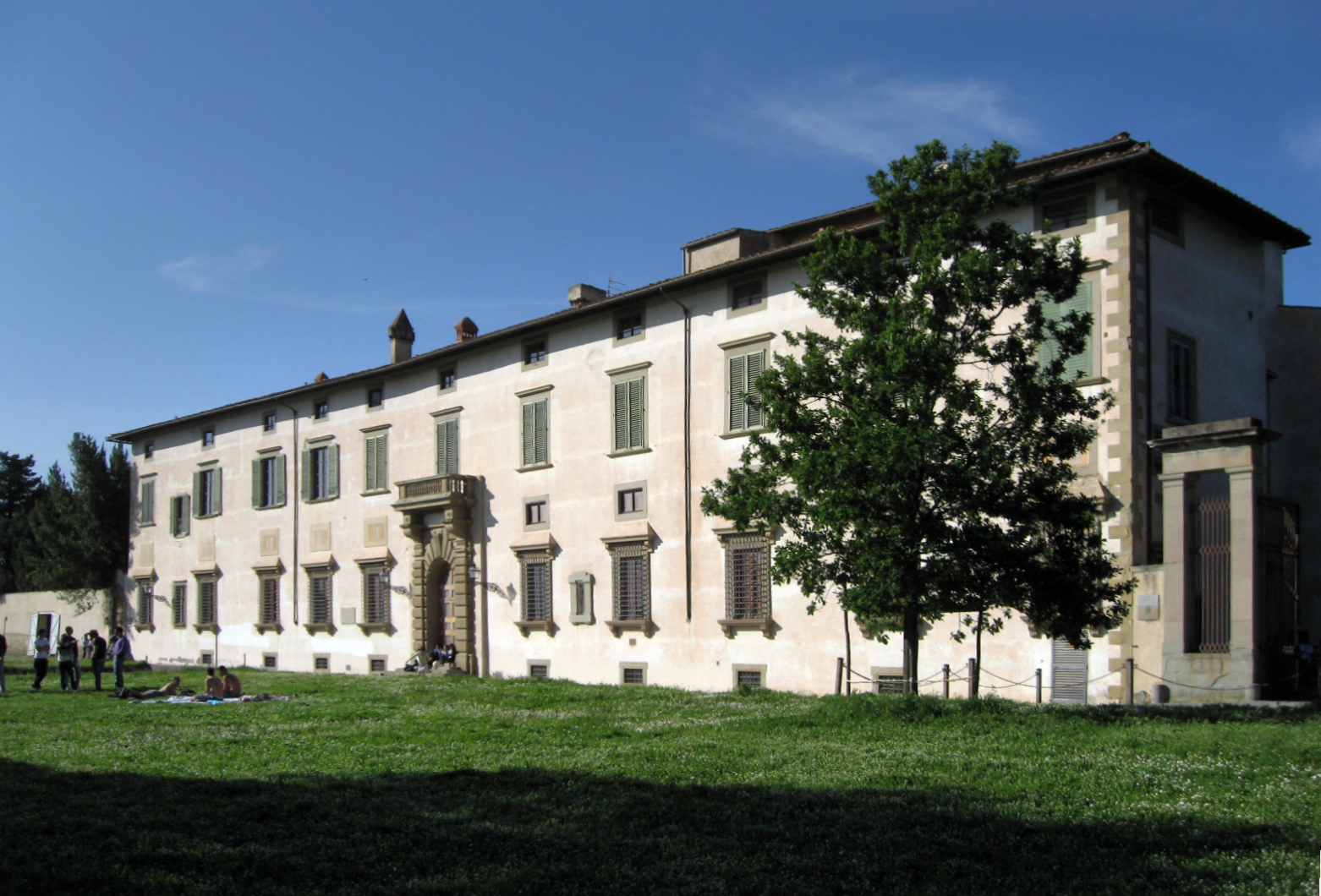
A Villa Castello Firenzében

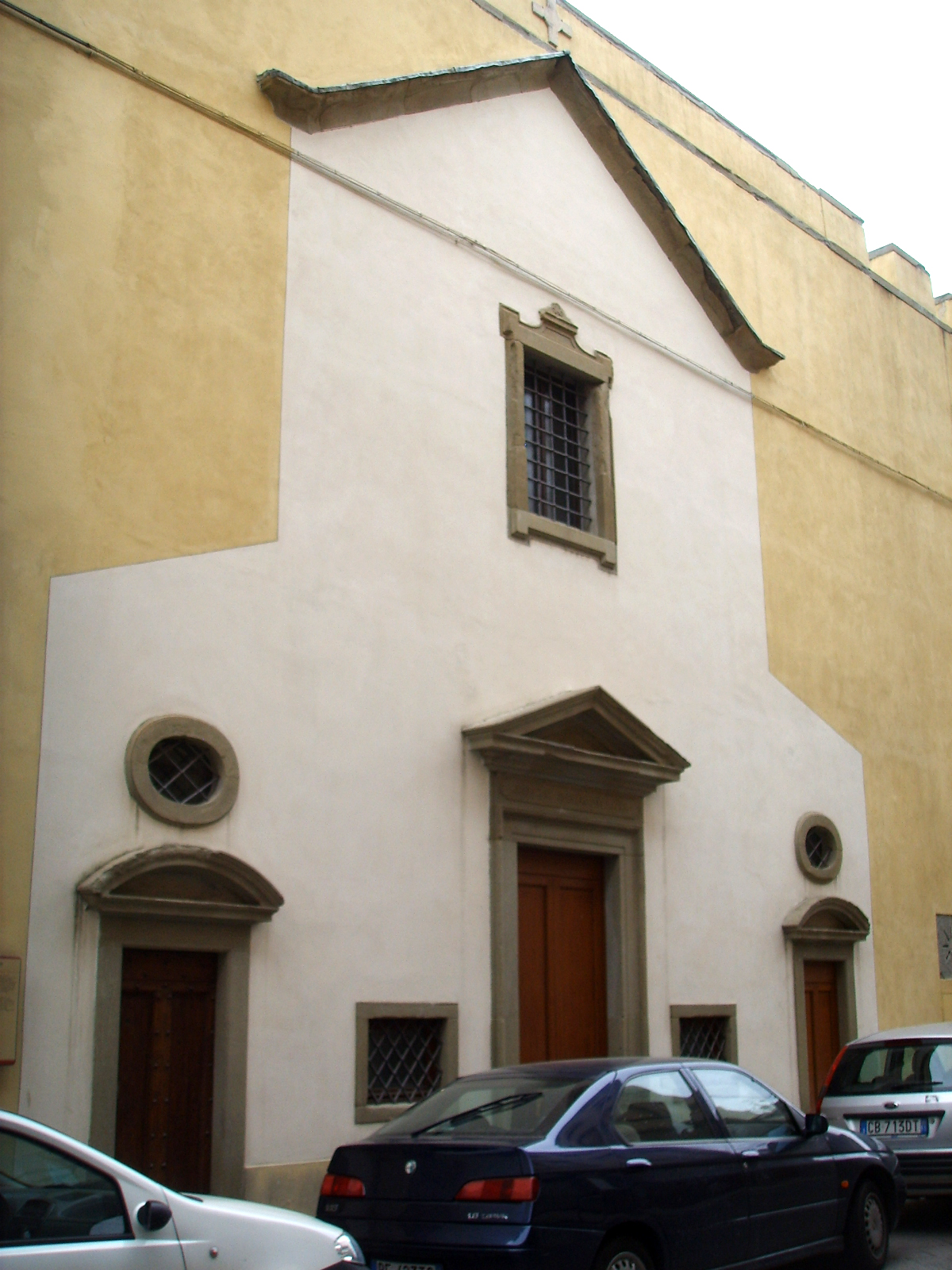
Nyughelye, a firenzei Murate kolostor kápolnája

Caterina rövid ideig Raffaele Riario bíboros római házában maradt, majd hajón Livornóba, innen Firenzébe utazott. Harmadik férje, az 1498-ban elhunyt Giovanni „il Popolano” Medici a Firenzei Köztársaság nagykövete volt, így Caterina a Köztársaság polgárának számított. A Mediciek védelmet adtak neki a Borgiák bosszúja elől. Giovanni kastélyában, a Villa Castellóban élt szűkös anyagi viszonyok között. Legfőbb támaszát, Ludovico il Morót elveszítette, mivel őt még 1500 áprilisában, két hónappal Milánó visszafoglalása után saját svájci zsoldosai pénzért elárulták és Novaránál a franciák kezére adták. (Ludovico herceg 1508-ban francia fogságban halt meg, a Milánói Hercegség 350 évre idegen hatalmak dominanciája alá került).
1503 augusztusában, VI. Sándor pápa halálával a Borgia-család uralma összeomlott. Caterina megpróbálta visszaszerezni birtokait. Mozgósította maradék híveit és kérelmeket nyújtott be II. Gyula pápának a maga és legidősebb fia, Ottaviano Riario nevében, kérve Forlì, Imola és a többi elkobzott romagnai földbirtok hűbéri viszonyainak helyreállítását. Az új pápa pártolta kérelmét, de Imola és Forlì lakossága kinyilvánította, hogy nem kívánja a grófné és a Riariók visszatérését. Gyula pápa ezért 1503. október 22-én mindkét várost Antonio Maria Ordelaffi birtokába adta: Caterina reményei elenyésztek.
Ellenséges viszonyba került sógoraival, II. Pierfrancescóval (1487–1525) és Lorenzo di Pierfrancesco de’ Medicivel, Firenze urával („Lorenzo il Popolano”, 1463–1503). Az anya éveken át pereskedett Lorenzóval, hogy visszakaphassa tőle fiát, Giovannit, akit akkor bíztak Lorenzo gondjaira, amikor Caterina a Borgiák börtönébe került. Lorenzo 1503-ban meghalt, 1504-ben a bíróság Caterinának ítélte gyermekét.
Utolsó éveit gyermekei nevelésével, levelezéssel és alkímiai kísérletekkel töltötte. 1509 áprilisában súlyos tüdőgyulladást kapott. Még volt ideje rendelkezni temetésének körülményeiről. A harcos életű Caterina Sforza, Forlì tigrise, 1509. május 28-án mindössze 46 évesen az Annalena-kolostorban elhunyt. A firenzei Via Ghibellinán található Murate-monostor kis templomának (Santa Maria della Neve) padlója alá temették.

## Fejlemények halála után
Legkisebb fia, a Medici vérből való Giovanni dalle Bande Nere zsoldosvezér lett. Előbb a Medici-pápa (X. Leó) szolgálatában a franciák ellen, majd VII. Kelemen pápa szolgálatában a franciák oldalán harcolt. 1526-ban esett el egy Governolo melletti csatában. Firenzében több emlékművet állítottak neki. Giovanni fia, Caterina unokája, I. Cosimo de’ Medici néven 1569-ben Toszkána első nagyhercege lett.
Évtizedekkel később Cosimo nagyherceg márványlapot helyeztetett apai nagyanyjának firenzei sírhelye fölé a Medici- és a Sforza–Visconti családok címereivel és ezzel a felirattal: „D.O.M. CATHERINA SFORTIA MEDICES COMITISSA ET DOMINA IMOLAE FOROLIVII OBIT IV KAL JUNII MDVIIII”, azaz „Itt nyugszik Caterina Sforza, Medici grófné, Forlì és Imola úrnője, elhunyt 1509. június hó 4-én” (dátum a Gergely-naptár szerint). A Murate-kolostort 1835-ben börtönné alakították, a templomból börtönkápolna lett, padlóját kikövezték, a sír fedőlapja elveszett.

## Alakja a képzőművészetben
Caterina Sforza arcvonásait számos reneszánsz festő megörökítette, köztük Botticelli, Lorenzo di Credi és Leonardo da Vinci is. Maike Vogt-Lüerssen német történész több ilyen azonosított portréról ír. 
Magdalena Soest német művészettörténész 2002 tavaszán Leonardo da Vinci Mona Lisa c. festményét Caterina Sforza portréjaként azonosította. Állítását először a nemzetközi sajtóban tette közzé, majd 2011-ben könyvet is írt elméletének alátámasztására.

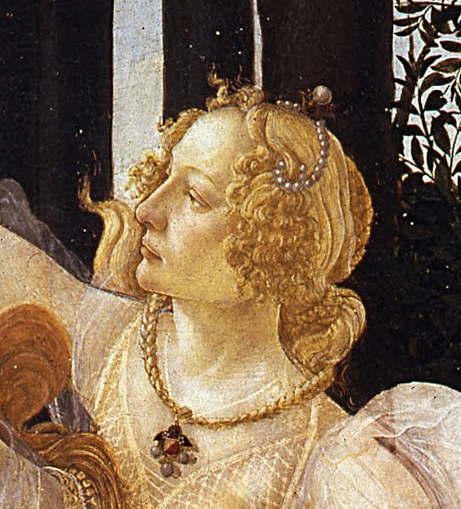
Sandro Botticelli: Tavasz, részlet. (Caterina Sforza a három grácia egyike)
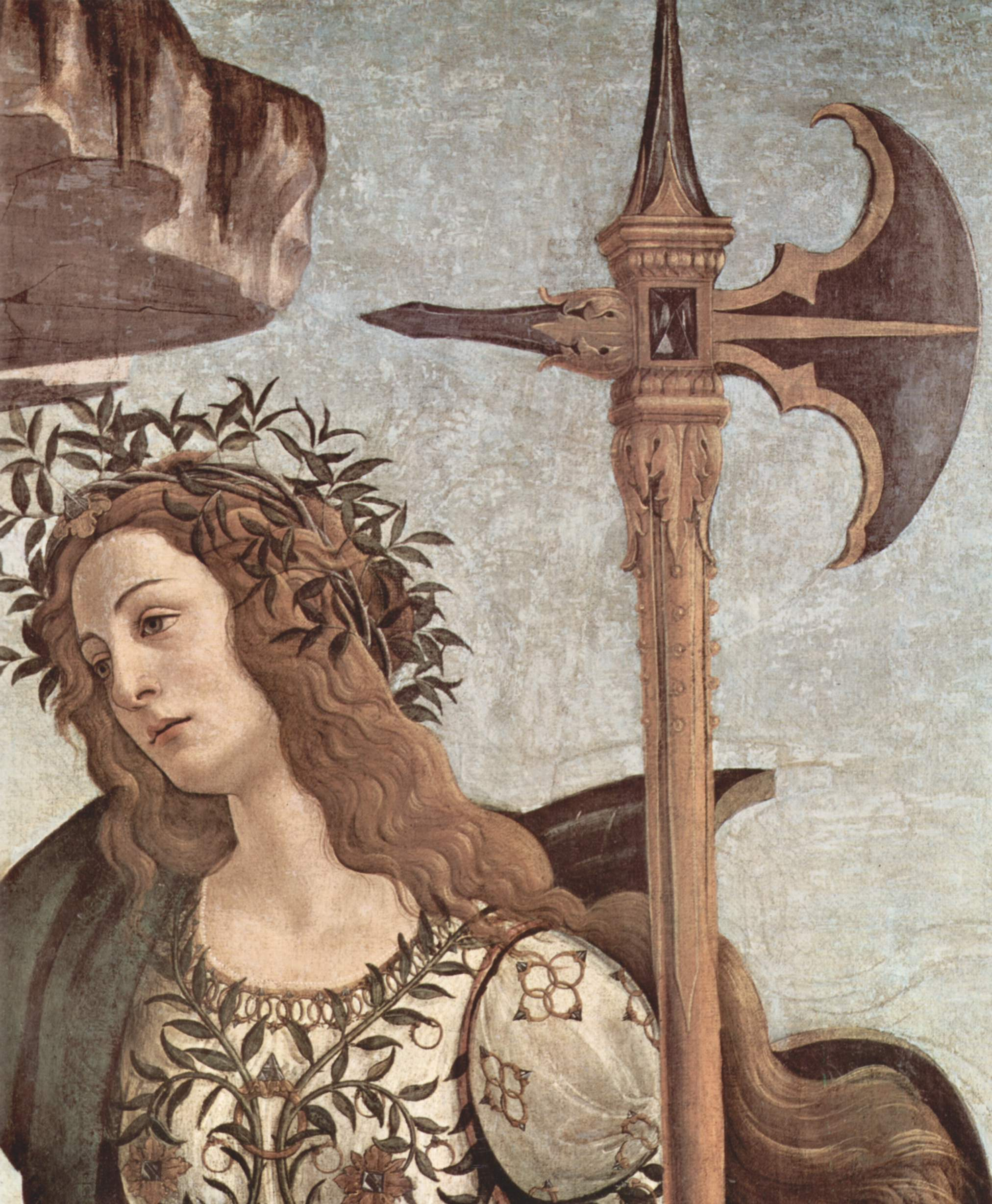
Botticelli: Pallas és kentaur, részlet, Caterina Sforza portréjával
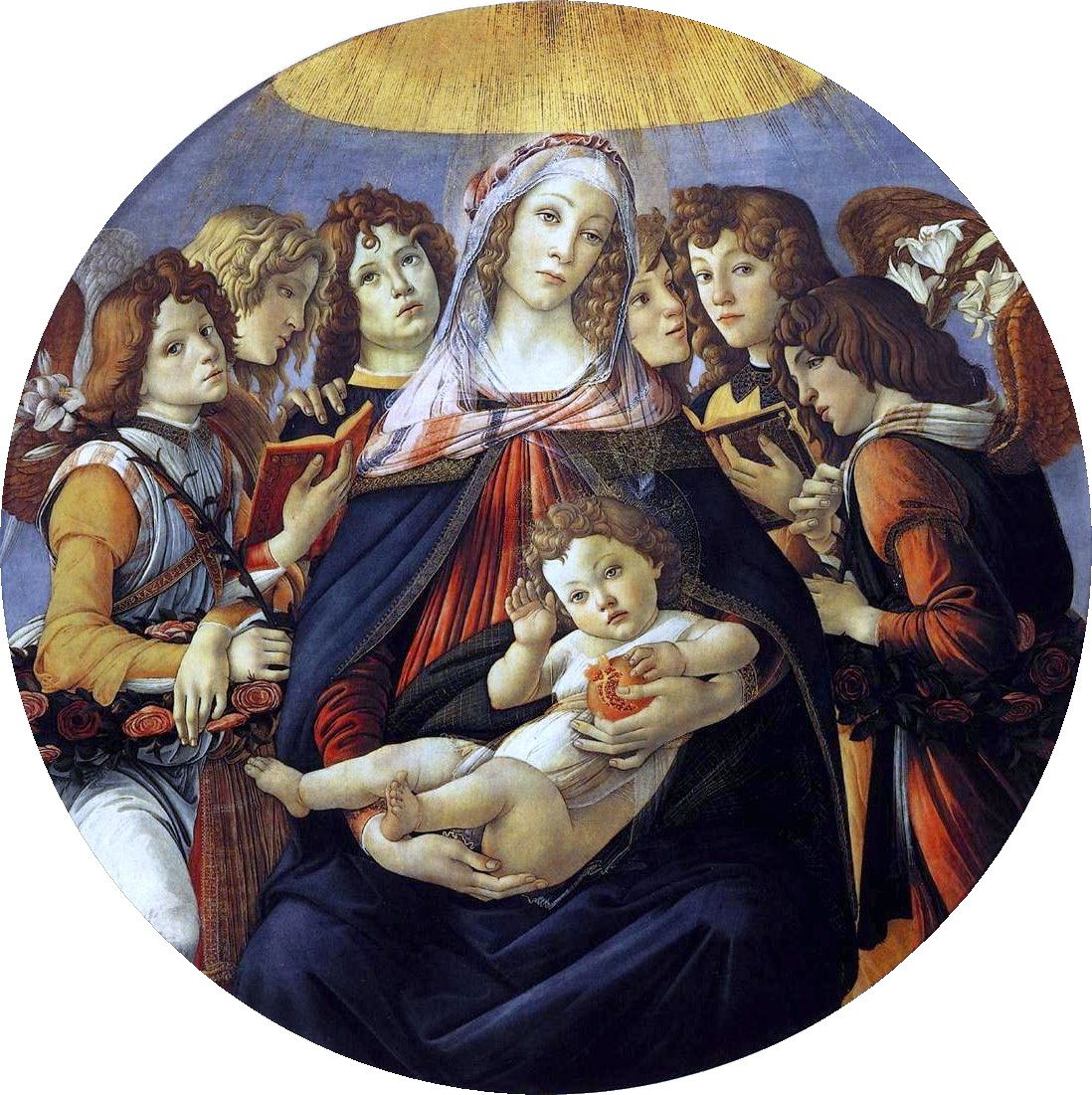
Botticelli: Madonna gránátalmával: Caterina Sforza és gyermekei
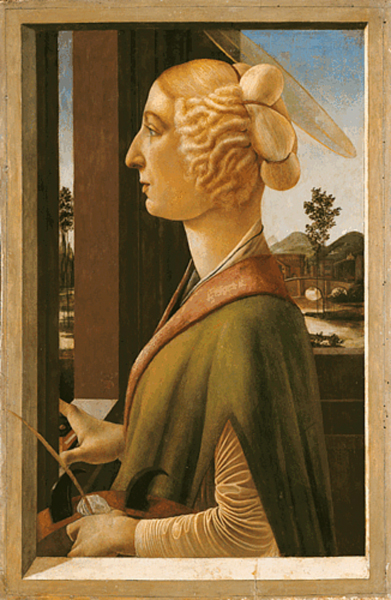
Botticelli: Caterina Sforza arcképe, 1475  k.
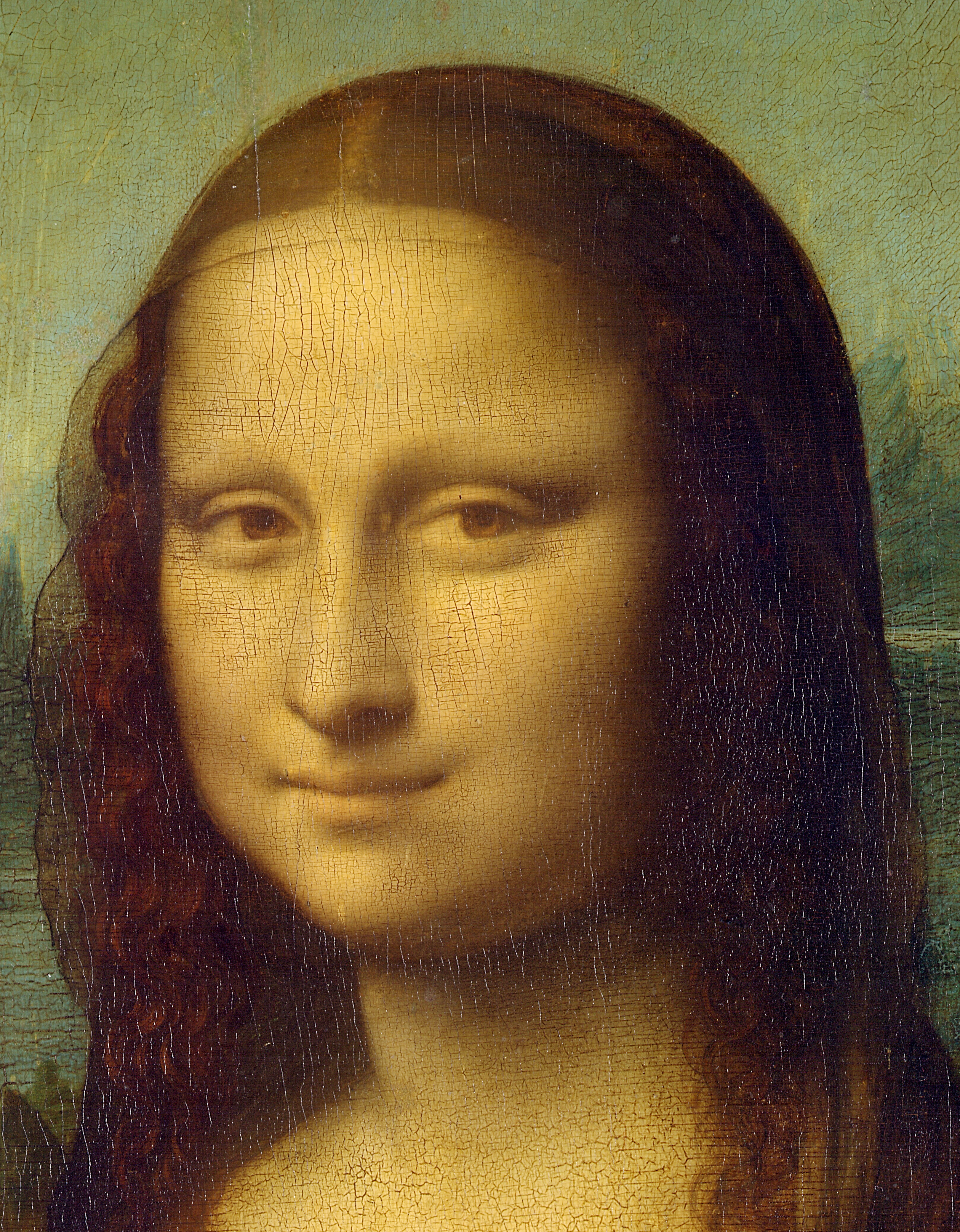
Leonardo da Vinci: Mona Lisa, részlet. Caterina portréja (Soest[15] szerint)

## Alakja játékfilmekben
- 1959: Giorgio Walter Chili olasz rendező Caterina Sforza, la leonessa di Romagna c. játékfilmjében „Romagna nőstényoroszlánját” Virna Lisi alakítja (IMDb).
- 1963: Pino Mercanti olasz rendező Il duca nero c. romantikus kalandfilmjében Caterina Sforza grófnőt Gloria Milland játszotta. (A címszereplő, a fekete herceg, azaz Cesare Borgia Cameron Mitchell volt (IMDb).
- 1981: Brian Farnham brit rendező The Borgias c. tévésorozatában Diane Fletcher volt Caterina Sforza (IMDb).
- 2006: Antonio Hernández spanyol rendező A véres dinasztia: A Borgia-család története (Los Borgia) c. filmdrámájában Caterina Sforzát Paz Vega játssza (IMDb).
- 2011: Neil Jordan tévésorozatában, a Borgiák-ban Caterina Sforzát Gina McKee angol színésznő alakítja, a sorozat főszereplője Jeremy Irons (VI. Sándor pápa). (IMDb)[16]
- 2014: Lorenzo Raveggi Niccolò Machiavelli életéről forgatott játékfilmjében (Niccolò Machiavelli il Principe della politica) Caterina Sforzát Maria Mazza játssza (IMDb Archiválva 2012. július 9-i dátummal a Wayback Machine-ben).

## Kapcsolódó információk
- De memorabilibus et claris mulieribus (latin nyelven). Párizs: Johannes Ravisius (kiadó) (1521)
- Buriel. Vita di Caterina Sforza (olasz nyelven). Bologna: Itiario (1795)
- Fabio Oliva. Vita di Caterina Sforza, signora di Forlì (olasz nyelven). Forlì: Casali (1821)
- szerk.: Felice Scifoni: Dizionario biografico universale contenente le notizie più importanti sulla vita e sulle opere degli uomini celebri, i nomi di regie e di illustri famiglie, di scismi religiosi, di parti civili, di sette filosofiche dall’origine del mondo fino a’ dì nostri, Vol.5. (S-Zyp) (olasz nyelven). Firenze: David Passigli, 57. o. (1849)

- Pietro Desiderio Pasolini dall'Onda: Caterina Sforza, Róma, 1893[17]
- E. M. de Vogue: Histoire et posse, Párizs, 1898

- Maike Vogt-Lüerssen. Die Sforza II: Caterina Sforza – Tochter einer Krieger-Dynastie (német nyelven). Taschenbuch Verlag (2009). ISBN 978-3-8370-2395-4